# Zenon Stefaniuk

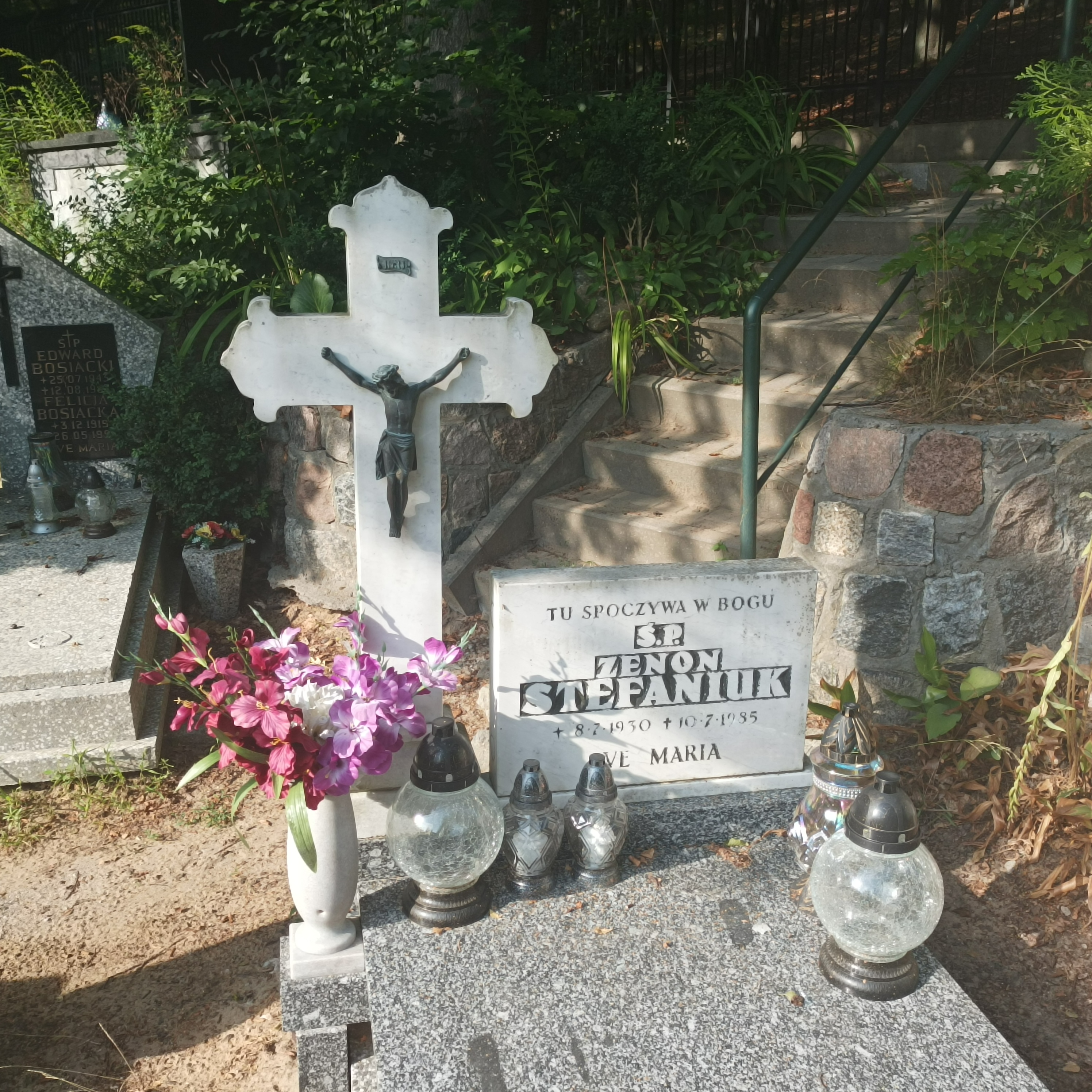
Grób Zenona Stefaniuka na cmentarzu Witomińskim

Zenon Stefaniuk (ur. 8 lipca 1930 w Wojnowie, zm. 10 lipca 1985 w Katowicach) – polski bokser, dwukrotny mistrz Europy.

## Życiorys
Syn Zygmunta. Największe sukcesy odnosił w wadze koguciej. Został w niej dwa razy mistrzem Europy: podczas Mistrzostw Europy w Warszawie w 1953, a także na następnych mistrzostwach w Berlinie Zachodnim (1955).
Startował w Igrzyskach Olimpijskich w Melbourne (1956) – w eliminacjach przegrał z Chilijczykiem Claudio Barrientosem, kwestionowano obiektywność tego werdyktu sędziowskiego.
Cztery razy zdobywał mistrzostwo Polski: w 1952, 1953 i 1955 w wadze koguciej, oraz w 1954 w wadze piórkowej. W 1951 był wicemistrzem Polski w wadze koguciej, a w 1950 brązowym medalistą w piórkowej.
Siedem razy wystąpił w reprezentacji Polski odnosząc 6 zwycięstw i 1 raz przegrywając.
Stoczył 262 walki, z których wygrał 245, 3 zremisował a 14 przegrał.
Był zawodnikiem Związkowca Gdynia, Gwardii Gdańsk i BBTS Bielsko-Biała w latach 1946 - 1957.
W 1953 został odznaczony Złotym Krzyżem Zasługi za zasługi i osiągnięcia w dziedzinie kultury fizycznej i sportu.
Po zakończeniu kariery pracował jako trener.
Dwa razy znalazł się wśród laureatów Plebiscytu Przeglądu Sportowego: w 1953 zajął 3. miejsce, a w 1955 szóste.
Pochowany na cmentarzu Witomińskim w Gdyni (kwatera 11-9-26).